# 只野通泰
只野 通泰（ただの みちやす、1923年〈大正12年〉12月18日 - 2015年〈平成27年〉7月18日）は、宮城県白石市出身の作曲家、編曲家。

## 略歴
1944年、日本大学芸術学部音楽科作曲専攻卒業。終戦を清津で迎え、ソ連軍との交戦の後、捕虜としてシベリアに抑留される。抑留中に竹山逸郎が後に大ヒットさせることになる「異国の丘」（吉田正作曲）をアコーディオンで伴奏し、同胞に歌わせ元気づけていた。その様子は日本国内でも報道され、「異国の丘」の作曲者でもある吉田正も知っていたと言われる。
1949年10月に復員し、東京都文京区立第六中学校で音楽科教諭として教鞭をとる中、「異国の丘」の縁で吉田正と運命的に出会う。最初の吉田正作品の編曲は和田弘とマヒナスターズの「夜霧のエアーターミナル」。朝11時にビクタースタジオでレコーディングが予定されていたにもかかわらず、曲が完成したのは前日の午後8時。わずか14時間足らずで編曲、スコア作成、パート譜の写譜まで一人で行いレコーディングに間に合わせた。以後、吉田正の曲の殆どを編曲者として手がけることになる。ただし当時は編曲者を記載する習慣が無かったため、現存する記録ではどの曲が只野の編曲かは定かではないものも多い。吉田・只野コンビの代表作は橋幸夫の「潮来笠」、橋幸夫、吉永小百合のデュエット曲「いつでも夢を」など。
また遠藤実作品の編曲も数多く手がけ、森昌子「せんせい」「中学三年生」、渥美二郎の「夢追い酒」など大ヒットさせている。日本の歌謡曲の編曲のスタイルの基礎を築いた編曲家の一人と言われている。
2004年3月30日、第25回松尾芸能賞受賞。
2015年7月18日、心筋梗塞のため死去。91歳没。
同年、第57回日本レコード大賞・特別功労賞が贈られた。

## 主な編曲
- 渥美二郎
  - 『夢追い酒』
- 五木ひろし
  - 『旅鴉』
- 小林旭
  - 『ついてくるかい』
  - 『純子』
- 千昌夫
  - 『星影のワルツ』
  - 『アケミという名で十八で』
- 津山洋子・大木英夫
  - 『新宿そだち』
- 橋幸夫
  - 『潮来笠』
- 橋幸夫・吉永小百合
  - 『いつでも夢を』
- 三波春夫
  - 『大東京音頭』
- 三橋美智也
  - 『悲恋草/たそがれたずねびと』
- 森昌子
  - 『せんせい』
  - 『同級生』
  - 『中学三年生』
  - 『夕顔の雨』

## 作曲

### 校歌
- 川越市立高階西小学校（作詞：江森孟孔）